# Pod Sylvánem (Plzeň)
Pod Sylvánem je ulice na Severním Předměstí v plzeňském městském obvodě Plzeň 1. Spojuje Lochotín (Kotíkovskou ulici) s Radčicemi (ulici Na Hůrkách). Jižně podélně leží Skautská ulice. Pojmenována je podle vrchu Sylvánu, pod nímž se nachází a na němž stojí dominanta ulice a okolí rozhledna Sylván. Veřejná autobusová doprava ulicí neprochází, avšak je situována do ulice Kotíkovská do zastávky Skautská.